# إيما غرينويل
إيما غرينويل (بالإنجليزية: Emma Greenwell)‏ (و. 1989  م) هي ممثلة، وممثلة تلفزيونية أمريكية، ولدت في نيويورك.

## وصلات خارجية
- إيما غرينويل على موقع IMDb (الإنجليزية)
- إيما غرينويل على موقع روتن توميتوز (الإنجليزية)
- إيما غرينويل على موقع ألو سيني (الفرنسية)
- إيما غرينويل على موقع أول موفي (الإنجليزية)
- إيما غرينويل على موقع قاعدة بيانات الفيلم (الإنجليزية)
- إيما غرينويل على موقع كينوبويسك (الروسية)